# Малое Панарино
Малое Панарино — деревня в Задонском районе Липецкой области России. Входит в состав Болховского сельсовета.

## Географическое положение
Деревня расположена на Среднерусской возвышенности, в южной части Липецкой области, в центральной части Задонского района, на правом берегу реки Дон. Расстояние до районного центра (города Задонска) — 1 км. Абсолютная высота — 112 метров над уровнем моря. Ближайшие населённые пункты — деревня Большое Панарино, село Болховское, деревня Колодезная, город Задонск. Через Малое Панарино проходит автотрасса федерального значения М4 «Дон».

## Население
| 2010 |
| ---- |
| 170  |

По данным Всероссийской переписи, в 2010 году численность населения деревни составляла 170 человек (82 мужчины и 80 женщин). Количество личных подсобных хозяйств — 72.

## Предприятия
В Малом Панарино расположено транспортное предприятие (автоколонна), занимающееся пассажирскими перевозками.

## Улицы
Уличная сеть деревни состоит из 6 улиц.